# Nima Zamani
Nima Zamani Aliabadi (født 6. juli 1988) er jurist, klummeskribent og radiovært.
Han er vært på radioprogrammet En Uafhængig Morgen .
Nima har tidligere været på Radio24syv, hvor han bl.a. var vært for programmet Stram Diskurs. Stram Diskurs blev ved Prix Radio hædret med prisen for Årets radioprogram.